# Anja Möllenbeck
Anja Möllenbeck (roj. Anja Gündler), nekdanja nemška atletinja, * 18. marec 1972, Frankenberg. 
Osebni rekord v metu diska je postavila maja 1998 v Obersuhlu, znaša pa 64,63 metrov.
Leta 1996 se je poročila z metalcem diska Michaelom Möllenbeckom.

## Dosežki
| Predstavnica Nemška demokratična republika | Predstavnica Nemška demokratična republika | Predstavnica Nemška demokratična republika | Predstavnica Nemška demokratična republika | Predstavnica Nemška demokratična republika | Predstavnica Nemška demokratična republika |
| ------------------------------------------ | ------------------------------------------ | ------------------------------------------ | ------------------------------------------ | ------------------------------------------ | ------------------------------------------ |
| 1990                                       | Svetovno mladinsko prvenstvo               | Plovdiv, Bolgarija                         | 3. mesto                                   | met diska                                  | 59,30 m                                    |
| Predstavnica Nemčija                       |                                            |                                            |                                            |                                            |                                            |
| 1991                                       | Evropsko mladinsko prvenstvo               | Solun, Grčija                              | 1. mesto                                   | suvanje krogle                             | 16,80 m                                    |
| 1991                                       | Evropsko mladinsko prvenstvo               | Solun, Grčija                              | 1. mesto                                   | met diska                                  | 60,38 m                                    |
| 1993                                       | Svetovno prvenstvo                         | Stuttgart, Nemčija                         | 5. mesto                                   | met diska                                  | 62,92 m                                    |
| 1993                                       | Univerzijada                               | Buffalo, ZDA                               | 3. mesto                                   | met diska                                  | 60,56 m                                    |
| 1995                                       | Univerzijada                               | Fukuoka, Japonska                          | 2. mesto                                   | met diska                                  | 60,78 m                                    |
| 1996                                       | Olimpijske igre                            | Atlanta, ZDA                               | 11. mesto                                  | met diska                                  | 61,16 m                                    |
| 1999                                       | Svetovno prvenstvo                         | Sevilla, Španija                           | 12. mesto                                  | met diska                                  | 59,48 m                                    |
| 2001                                       | Svetovno prvenstvo                         | Edmonton, Kanada                           | 8. mesto                                   | met diska                                  | 60,49 m                                    |